# Maxillaria bicentenaria
Maxillaria bicentenaria — вид рослин із родини зозулинцевих (Orchidaceae), ендемік центрального Перу.

## Опис
Подібна до Maxillaria pyhalae, але відрізняється диференціальними особливостями.

## Поширення
Ендемік центрального Перу. M. bicentenaria ростуть у напівсухих гірських лісах, відкритому або затіненому підліску на скелях або ґрунті, пов'язаних з папоротями та іншими орхідеями.

## Етимологія
Назва нового виду є вшануванням 200-річчя проголошення незалежності Перу, яке відбулося 28 липня 1821 року.